# La Nuit du carrefour
Pour les articles homonymes, voir La Nuit du carrefour (homonymie).
La Nuit du carrefour est un roman policier de Georges Simenon écrit en avril 1931 au château de la Michaudière à Guigneville (Essonne), et publié en juin de la même année. Il fait partie de la série des Maigret.
Le récit se déroule en France dans les années 1930 ; l’enquête dure quatre jours,  à la mi-avril.
Sur la route de Paris à Étampes, à trois kilomètres d'Arpajon, se trouve un lieu-dit qu'on appelle le Carrefour des Trois Veuves. Il n'y a que trois maisons à ce carrefour : l'une est une villa habitée par un aristocrate danois, Carl Andersen, et sa sœur Else. La deuxième est le pavillon d'un agent d'assurances et de sa femme, les Michonnet. La troisième est celle du garagiste Oscar et de sa femme. Un dimanche, Michonnet découvre que sa voiture, dans son garage, a été remplacée par celle d'Andersen. Et dans le garage de la villa d'Andersen, on trouve la voiture de Michonnet, occupée par le cadavre de Goldberg, un diamantaire anversois. Le commissaire Maigret se rend sur place pour enquêter, et s'installe, avec le brigadier Lucas, à l'auberge d'Avrainville proche.

## Résumé
Carl Andersen et sa sœur Else, Michonnet et sa femme, Oscar et sa femme, tels sont les couples qui occupent les trois maisons du carrefour des Trois-Veuves. Un dimanche, Andersen découvre dans son garage la voiture de Michonnet occupée par le cadavre de Goldberg, diamantaire anversois ; Michonnet, lui, a dans son garage la voiture d'Andersen. Interrogé pendant dix-sept heures, Andersen nie et est remis en liberté. Jules Maigret enquête au carrefour où Mme Goldberg, à peine arrivée, a été abattue le lundi soir. Le mardi matin, Andersen part à Paris ; bien qu'il soit censé revenir immédiatement, on ne le revoit plus. Pendant cette journée, Maigret essaie de mieux connaître les Michonnet ainsi qu'Oscar, garagiste gouailleur et vulgaire, et s'attarde auprès d'Else, attiré par son comportement mystérieux, par son charme et par l'atmosphère trouble dont elle s'entoure.
Le soir tombe et une folle nuit commence. Carl revient grièvement blessé : quelqu'un a tenté de l'assassiner ; on lui a volé sa voiture et il s'est traîné vers sa demeure où l'on tire à nouveau sur lui. Maigret va chez Oscar et ne trouve qu'un mécanicien dont l'attitude suspecte lui fait découvrir que le garage est une façade dissimulant un centre de trafic illégal (drogue, bijoux volés, etc.). D'une voiture qui passe, on tire sur Maigret, lequel reconnaît Oscar dans la voiture et le fait suivre. Michonnet a disparu de son domicile.
On ramène Oscar et ses tueurs. Michonnet est retrouvé à l'aube. Maigret réunit tout son monde chez Andersen et la vérité éclate. Else n'est pas la sœur, mais la femme d'Andersen ; elle sort des bas-fonds de Hambourg ; le Danois l'a « recueillie » blessée après une attaque à main armée ; il a entrepris d'en faire une autre femme, l'a épousée et, l'arrachant à son milieu, est venu vivre en France. Cependant, Else n'appréciait pas cette vie monotone ; elle a rapidement compris l'activité d'Oscar, s'est associée à lui, s'est assuré la complicité de Michonnet ; c'est elle qui a attiré Goldberg, trafiquant lui-même ; c'est un tueur à la solde d'Oscar qui a supprimé le diamantaire et son épouse et a tenté d'abattre Andersen. Tout avait été combiné pour que la police croie le Danois coupable ; pourtant, Andersen reviendra voir Else en prison : il l'aime toujours. C'est sa femme, après tout...

## Personnages
- Else Andersen, née Bertha Krull, Allemande. Sans profession, ancienne prostituée. Mariée, pas d’enfants. La trentaine. Son personnage polarise toute l’attention ; il fait l’objet d’une analyse psychologique fouillée.
- Carl Andersen, frére d’Else, aristocrate danois.
- Émile Michonnet, agent d’assurances, marié, la cinquantaine.
- Oscar, ancien boxeur, garagiste, receleur, la trentaine.

## Éditions
- Édition originale : Fayard, 1931
- Tout Simenon, tome 16, Omnibus, 2003  (ISBN 978-2-258-06101-9)
- Livre de Poche, n° 14248, 2004  (ISBN 978-2-253-14248-5)
- Tout Maigret, tome 1, Omnibus,  2019  (ISBN 978-2-258-14806-2)

## Adaptations

### Au cinéma
- 1932 : La Nuit du carrefour, film français de Jean Renoir, avec Pierre Renoir dans le rôle de Maigret.

### À la télévision
- 1956 : La Nuit du carrefour, téléthéâtre québécois réalisé par Jean Faucher et diffusé dans l'émission Quatuor à Radio-Canada ;
- 1962 : The Crooked Castle, téléfilm anglais avec Rupert Davies ;
- 1969 : La Nuit du carrefour, téléfilm français de François Villiers, avec Jean Richard dans le rôle de Maigret ;
- 1984 : La Nuit du carrefour, téléfilm français de Stéphane Bertin, avec Jean Richard dans le rôle de Maigret ;
- 1992 : Maigret et la Nuit du carrefour, téléfilm français d'Alain Tasma, avec Bruno Cremer dans le rôle de Maigret ;

Dans cette adaptation, le couple danois devient allemand et le diamantaire ne s’appelle plus Goldberg.
- 2017 : Maigret's Night at the Crossroads, téléfilm anglais avec Rowan Atkinson dans le rôle de Maigret

## Source
- Maurice Piron, Michel Lemoine, L'Univers de Simenon, guide des romans et nouvelles (1931-1972) de Georges Simenon, Presses de la Cité, 1983, p. 266-267  (ISBN 978-2-258-01152-6)